# Passaat

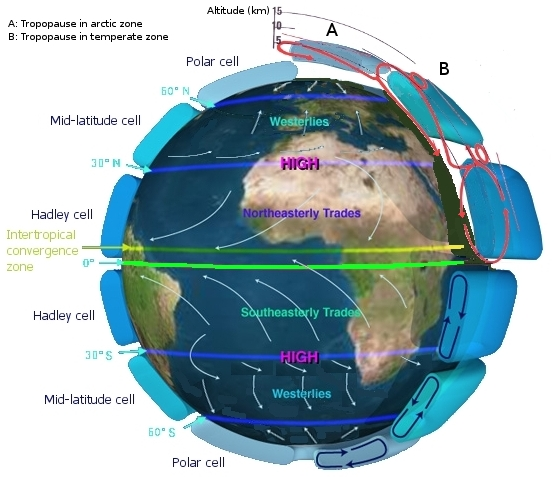
De passaat is onderdeel van de algemene circulatie

De passaat is een zeer bestendige oostelijke wind die het hele jaar waait tussen de subtropische hogedrukgebieden (op de paardenbreedten) en de intertropische convergentiezone (ITCZ) met lage druk. Op noorderbreedte wordt deze de noordoostpassaat genoemd en op zuiderbreedte de zuidoostpassaat naar de meest voorkomende windrichting. De wind is het oppervlaktedeel van de Hadleycel en de passaatgordels beslaan een gebied aan weerszijden van de ITCZ tot een breedte van ongeveer 30°, waarbij de gordels tot hogere breedte komen aan de oostzijde van de oceanen. Onder meer in het noorden van de Indische Oceaan en de Zuid-Chinese Zee verdringt de moesson tijdens de zomer de passaat.

## Zeestromen
De doorstaande winden veroorzaken driftstromen die de invloed van het corioliseffect ondervinden. Daardoor hebben deze zeestromen op het noordelijk halfrond een afwijking naar rechts en op het zuidelijk halfrond een afwijking naar links, wat de Ekmanspiraal genoemd wordt. Het resultaat is een equatoriale stroom richting het westen.
Het tropische deel van de Stille Oceaan heeft een sterk gelaagde opbouw: boven op het koude diepzeewater ligt een warm laagje oppervlaktewater van gemiddeld honderd meter dikte. De overgang tussen deze twee lagen is vrij abrupt. Normaal is de warme bovenlaag in het westen dikker en warmer dan in het oosten, en verloopt de scheiding tussen warm en koud water van zo'n 200 m diep in het westen tot zo'n 50 m diep in het oosten. Die scheiding wordt thermoklien genoemd.

## Weer
De rotatie van de Aarde leidt tot een corioliseffect voor de stromingen die door de passaatwinden en de zuidoostenwinden langs de kust van Peru opgewekt worden. Hierdoor worden deze stromingen afgebogen van de equator en van de kust. Het uit elkaar gedreven oppervlaktewater wordt door opwelling aangevuld met koud water van onderen. In het oosten langs de evenaar is het daardoor kouder dan 500 km van de evenaar af. Door de opstuwing van warm water bij Azië en het opwellen van koud water bij Amerika is het westen van de tropische Stille Oceaan gemiddeld ongeveer vijf graden warmer dan het oosten.
Normaal is het in het westen van de oceanen dus warm, met zeewatertemperaturen van rond de 30°C, warm genoeg voor de vorming van tropische buien en opstijgende lucht. In het oosten is het koeler, rond de 25°C, droog, met hooguit wat laaghangende bewolking. Boven warm water stijgt lucht meer op dan boven koud water. Als lucht stijgt en dus kouder wordt, condenseert het water in de lucht en regent het: daarom regent het in de Stille Oceaan veel meer aan de warme kant bij Azië (bijvoorbeeld Indonesië) dan aan de koude kant bij Amerika (bijvoorbeeld Peru). Ook wordt er door de stijgende lucht aan de westkant lucht aangezogen, wat een deel is van de verklaring van de passaatwinden.
In de tropen is de circulatie van de aardatmosfeer zeer gevoelig voor de zeewatertemperatuur. Boven het warme water in het westen van de Stille Oceaan stijgt lucht op en regent het vaker dan in het koelere oosten van de Stille Oceaan, waar lucht daalt. Lucht die opstijgt veroorzaakt een lage luchtdruk aan het aardoppervlak, dalende lucht een hoge. Het temperatuurverschil zorgt zo ook voor een drukverschil tussen het oosten en westen van de Stille Oceaan. Het drukverschil versterkt op zijn beurt de passaatwind. Zo houdt een cirkel van oorzaken en gevolgen zich in stand:
- De passaatwind stuwt warm water naar het westen en brengt koud water aan de oppervlakte in het oosten.
- Het temperatuurverschil veroorzaakt stijgende en dalende lucht.
- Dit houdt het drukverschil tussen oost en west in stand.
- Het drukverschil is weer verantwoordelijk voor een deel van de kracht van de passaat.

Kleine verstoringen van de passaatwinden, oostelijke golven (easterly waves) genoemd, veroorzaken hevige regen in anders relatief droge landen als Venezuela of Guyana. De zo optredende depressies kunnen zware buien verzoorzaken, waarbij 100 mm op een dag kan vallen.
Deze cirkel van de passaatwinden wordt helemaal doorbroken tijdens een periode van de El Niño.